# Oncidium oliganthum
Oncidium oliganthum är en orkidéart som först beskrevs av Heinrich Gustav Reichenbach, och fick sitt nu gällande namn av Louis Otho Otto Williams och Donovan Stewart Correll. Oncidium oliganthum ingår i släktet Oncidium och familjen orkidéer. Inga underarter finns listade i Catalogue of Life.